# Yes I Cant
Yes I Cant è il settimo album del cantautore napoletano Tony Tammaro, pubblicato nel 2010 dalla Massimo Rispetto produzioni.

## Tracce
1. ʿA Smart – 3:27 (tonitammaro)
2. Tengo ʿo Fisico – 3:00 (tonitammaro)
3. Venezia – 2:54 (tonitammaro)
4. Sharm el Sheik – 4:53 (tonitammaro)
5. Superman – 2:06 (tonitammaro)
6. Renato – 3:23 (tonitammaro)
7. Auscian – 3:05 (tonitammaro)
8. ʿE Quattʾa Notte – 3:09 (tonitammaro)
9. Kitarre Scostumate – 2:58 (tonitammaro)
10. Napoli – 4:09 (tonitammaro)

## Musicisti
- Tony Tammaro - Voce, chitarre e armonica
- Sophya Baccini - Cori
- Fabiana Deger - Cori
- Nello Manvati - Piano Rhodes in Venezia
- Carlo Merola - chitarre in  'A Smart e Venezia
- Carmine Migliore - Chitarra maschio in Kitarre Scostumate
- Gigi Scialdone - Chitarra solista in Auscian